# Ringknorpel

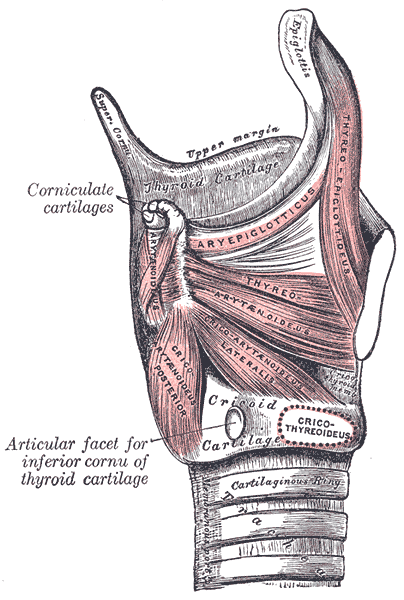
Kehlkopf mit Muskulatur

Der Ringknorpel (lat. Cartilago cricoidea, davon abgeleitet Krikoid) bildet zusammen mit dem Schildknorpel, den zwei Stellknorpeln und dem Kehldeckel (Epiglottis) das Kehlkopfskelett. Er besteht aus hyalinem Knorpel, ist wie ein Siegelring geformt und bildet den untersten, zur Luftröhre gelegenen Teil des Kehlkopfskeletts.
Der vorne gelegene Ringknorpelbogen (Arcus cartilaginis cricoideae) verdickt sich nach hinten zu einer Ringknorpelplatte (Lamina cartilaginis cricoideae). Die Ringknorpelplatte trägt eine mittige Leiste (Crista mediana) und beidseitig je eine Gelenkfläche (Facies articularis arytenoidea) zur Verbindung mit dem Stellknorpel. Am Platten-Ring-Übergang liegt beidseitig je eine Gelenkfläche (Facies articularis thyroidea) zur Verbindung mit dem Schildknorpel.
Der Ringknorpel ist sowohl durch die erwähnten Gelenke als auch über Bänder (Ligamentum cricothyroideum, Ligamentum cricoarytenoideum) mit den angrenzenden Knorpelteilen verbunden. Am Ringknorpel sind verschiedene Kehlkopfmuskeln befestigt:
- Musculus cricoarytenoideus posterior (bei Tieren als Musculus cricoarytenoideus dorsalis bezeichnet)
- Musculus cricoarytenoideus lateralis
- Musculus cricothyroideus

## Koniotomie
Bei der Koniotomie dient das Tasten des Ringknorpels als Orientierung für den Einstich bzw. Einschnitt durch das Ligamentum cricothyroideum.